# KSHMR
Niles Hollowell-Dhar (Berkeley, Califòrnia, 6 d'octubre de 1988), més conegut amb el nom de KSHMR (pronunciat "caixmir") és un DJ i productor d'origen indi resident als Estats Units. El 2013 va començar a produir sota el nom de KSHMR després d'haver deixat el dúo The Cataracs. També ha format part del procés de producció de cançons com "Tsunami" de DVBBS i Borgeous, "I'm A Freak" d'Enrique Iglesias o "Maldad" d'Steve Aoki i Maluma.

## Carrera com a solista
A finals de l'any 2013, Niles Hollowell-Dhar va començar a mesclar música orientada al gènere Electro House utilitzant el seu pseudònim "KSHMR". Sota aquest nom ha llençat diferents cançons a la plataforma Beatport, algunes de les quals han tingut molt d'èxit a nivell mundial. Ha colaborat amb artistes com Bassjackers, Firebeatz, R3hab, DallasK, Dillon Francis, VASSY, Carnage, Timmy Trumpet, Tiësto, Marnik o Dzeko & Torres. La majoria de les seves produccions es publiquen al segell holandès Spinnin' Records.
El seu primer llençament a Spinnin' va ser "Megalodon" el qual acomula gairebé cinc milions de visualitzacions a YouTube. Després d'aquest va treure temes com "Baila" (amb un videoclip antitaurí), "Omnilash" i seguidament "Leviathan". Després d'aquestes publicacions va arribar la cançó que faria trontollar la societat EDM: "Burn" (conjuntament amb DallasK). "Burn" va assolir la posició més alta a la llista de ventes de la plataforma Beatport. Seguidament, una altra col·laboració amb R3hab va portar-los a produir "Karate" el qual també va ser reconegut mundialment a finals de l'any 2014.
El reconeixement internacional va esdevenir quan va publicar "Secrets", conjuntament amb Tiësto i VASSY, que va arribar al capdamunt de llistes internacionals, entre elles, la de Flaix FM. Seguidament, va tornar a conquerir Beatport amb una nova col·laboració amb Bassjackers i Sirah; sota el nom de "Memories".
L'any 2015 va aconseguir entrar a la llista de millors DJ's del món de la revista DJ Mag. Es va plantar a la posició número 23. Recordem que aquest any va produir l'himne oficial del festival indi "SUNBURN GOA" conjuntament amb el dúo italià Marnik; anomenat "Bazaar". Els anys 2016 i 2017 va repetir liderant l'himne del festival amb les cançons "Mandala" i "Shiva", respectivament.
El 2016 va acabar de meravellar al món amb temes com "Touch" o "Invisible Children" (amb Tigerlily) fent que KSHMR assolís la posició número 12 a la llista de DJ's i la mantigués l'any 2017.
Els anys 2017 i 2018 ha seguit al món de la música electrònica però ha fet un cert gir cap a la comercialitat tot i seguir conservant el seu típic so oriental. Amb cançons com "Carry Me Home", "OPA!" o "Magic" ha aconseguit sonar a les emisores radiofòniques dance més importants del món. L'any 2018 va baixar sis posicions quedant-se a la número 18 i el 2019 en va pujar 3 fins a la posició 15.
L'any 2020 va publicar la cançó "Bruk It Down" conjuntament amb el productor i DJ català Sak Noel. L'agost del mateix any va anunciar el seu nou projecte, Dreamz. Al cap de pocs dies de l'anunci va llençar el primer senzill "Casual" sota aquest nou àlies conjuntament amb Nevve i incloent-se una altra vegada als crèdits de la cançó firmant-la també sota el nom KSHMR.

## Discografia
| CANÇÓ                                     | ARTISTES                                        | ANY  | DISCOGRÀFICA                                         | ÀLBUM                           |
| ----------------------------------------- | ----------------------------------------------- | ---- | ---------------------------------------------------- | ------------------------------- |
| Megalodon                                 | KSHMR                                           | 2014 | Spinnin' Records                                     |                                 |
| Baila!                                    | KSHMR                                           | 2014 |                                                      |                                 |
| Omnilash                                  | KSHMR                                           | 2014 |                                                      |                                 |
| No Heroes                                 | KSHMR, Firebeatz, Luciana                       | 2014 | Spinnin' Records                                     |                                 |
| Dogs                                      | KSHMR, Luciana                                  | 2014 | Spinnin' Records                                     |                                 |
| Burn                                      | KSHMR, DallasK                                  | 2014 | Spinnin' Records / Revealed Recordings / Ultra Music |                                 |
| Burn (Let Your Mind Go)                   | KSHMR, DallasK, Luciana                         | 2014 | Spinnin' Records / Revealed Recordings / Ultra Music |                                 |
| Leviathan                                 | KSHMR                                           | 2014 |                                                      |                                 |
| Karate                                    | R3HAB, KSHMR                                    | 2014 | Spinnin' Records                                     |                                 |
| Kashmir                                   | KSHMR                                           | 2014 | Spinnin' Records / Dharma*                           | Paradesi EP                     |
| Delhi                                     | KSHMR                                           | 2015 | Dharma*                                              | Paradesi EP                     |
| Dead Mans Hand                            | KSHMR                                           | 2015 | Spinnin' Records                                     |                                 |
| Clouds                                    | Becky G, KSHMR, Dillon Francis                  | 2015 | Kemosabe Records                                     |                                 |
| Lazer Love                                | KSHMR, Vaski, Francisca Ha                      | 2015 | Spinnin' Records                                     |                                 |
| Secrets                                   | Tiësto, KSHMR, VASSY                            | 2015 | Musical Freedom                                      |                                 |
| The Spook                                 | KSHMR, Basskillers, B3nte                       | 2015 | Spinnin' Records                                     |                                 |
| Toca                                      | Carnage, Timmy Trumpet, KSHMR                   | 2015 |                                                      | Papi Gordo (de Carnage)         |
| JAMMU                                     | KSHMR                                           | 2015 | Spinnin' Records / Dharma*                           | Paradesi EP                     |
| Lazer Love                                | KSHMR, VASKI, Francisca Hall                    | 2015 | Spinnin' Records                                     |                                 |
| Imaginate                                 | KSHMR, Dzeko & Torres                           | 2015 | Spinnin' Records                                     |                                 |
| Memories                                  | KSHMR, Bassjackers, Sirah                       | 2015 | Spinnin' Records                                     |                                 |
| Heaven                                    | Shaun Frank, KSHMR, Delaney Jane                | 2015 | Spinnin' Records                                     |                                 |
| It Follows (KSHMR Halloween Special)      | KSHMR, Desasterpeace                            | 2015 |                                                      |                                 |
| Strong                                    | R3HAB, KSHMR                                    | 2015 | Spinnin' Records                                     |                                 |
| Bazaar (Official SUNBURN Goa 2015 Anthem) | KSHMR, Marnik                                   | 2015 | Spinnin' Records                                     |                                 |
| Deeper                                    | KSHMR, Zaxx                                     | 2015 | Musical Freedom                                      |                                 |
| Touch                                     | KSHMR, Felix Snow, Madi                         | 2016 | Spinnin' Records                                     | The Lion Across The Field       |
| Wildcat                                   | KSHMR, Sidnie Tipton                            | 2016 | Musical Freedom                                      | The Lion Across The Field       |
| Jungle Whistle                            | KSHMR                                           | 2016 | Spinnin' Records                                     | The Lion Across The Field       |
| Sleepwalk                                 | KSHMR                                           | 2016 | Spinnin' Records                                     | The Lion Across The Field       |
| Dadima                                    | KSHMR                                           | 2016 | Spinnin' Records                                     | The Lion Across The Field       |
| Dhoom                                     | KSHMR                                           | 2016 | Spinnin' Records                                     | The Lion Across The Field       |
| Hymn of Reflection                        | KSHMR                                           | 2016 | Spinnin' Records                                     | The Lion Across The Field       |
| Dharma                                    | Headhunterz, KSHMR                              | 2016 | Spinnin' Records                                     |                                 |
| Invisible Children                        | KSHMR, Tigerlily                                | 2016 | Spinnin' Records                                     |                                 |
| Voices                                    | KSHMR, Will Sparks                              | 2016 | Spinnin' Records                                     |                                 |
| Extreme                                   | KSHMR, Bassjackers, Sidnie Tipton               | 2016 | Spinnin' Records                                     |                                 |
| The Spook Returns                         | KSHMR, B3nte, Badjack                           | 2016 | Spinnin' Records                                     |                                 |
| Mandala (Official SUNBURN 2016 Anthem)    | KSHMR, Marnik, Mitika                           | 2016 | Spinnin' Records                                     |                                 |
| Back To Me                                | KSHMR, Crossnaders, Micky Blue                  | 2017 | Spinnin' Records                                     |                                 |
| Harder                                    | Tiësto, KSHMR, Talay Riley                      | 2017 | Musical Freedom                                      |                                 |
| Divination                                | KSHMR, No Mondays                               | 2017 | Dharma                                               | Materia EP                      |
| The Serpent                               | KSHMR, Snails                                   | 2017 | Dharma                                               | Materia EP                      |
| Kolkata                                   | KSHMR, JDG, Mariana Bo                          | 2017 | Dharma                                               | Materia EP                      |
| Festival of Lights                        | KSHMR, Maurice West                             | 2017 | Dharma                                               | Materia EP                      |
| Power                                     | Hardwell, KSHMR                                 | 2017 | Spinnin' Records / Revealed Recordings               |                                 |
| Underwater                                | KSHMR, Sonu Nigam                               | 2017 | Spinnin' Records                                     |                                 |
| Islands                                   | KSHMR, R3HAB                                    | 2017 | Dharma                                               |                                 |
| SHIVA (Official SUNBURN 2017 Anthem)      | KSHMR, Marnik, The Golden Army                  | 2017 | Dharma                                               |                                 |
| House Of Cards                            | KSHMR, Sidnie Tipton                            | 2018 | Dharma                                               |                                 |
| Carry Me Home                             | KSHMR, Jake Reese                               | 2018 | Dharma                                               |                                 |
| OPA!                                      | Dimitri Vegas & Like Mike, KSHMR                | 2018 | Smash The House                                      |                                 |
| Neverland                                 | KSHMR, 7 Skies                                  | 2018 | Dharma                                               |                                 |
| Good Vibes Soldier                        | KSHMR, Head Quattaz                             | 2018 | Dharma                                               |                                 |
| Magic                                     | KSHMR                                           | 2018 | Dharma                                               |                                 |
| Lucky Chances                             | Bali Bandits, KSHMR                             | 2019 | Dharma                                               |                                 |
| No Regrets                                | KSHMR, Krewella, YvesV                          | 2019 | Dharma                                               |                                 |
| Devil Inside Me                           | KSHMR, KAAZE, Karra                             | 2019 | Dharma                                               | DREAMCHILD (de KAAZE)           |
| The People                                | KSHMR, Timmy Trumpet                            | 2019 | Dharma                                               |                                 |
| Lies                                      | KSHMR, B3RROR, Luciana                          | 2019 | Dharma                                               |                                 |
| My Best Life                              | KSHMR, Mike Waters                              | 2019 | Dharma                                               |                                 |
| Bombay Dreams                             | KSHMR, Lost Stories                             | 2019 | Dharma                                               |                                 |
| Do Bad Well                               | KSHMR, Nevve                                    | 2019 | Dharma                                               |                                 |
| The Spook**                               | KSHMR, Basskilers, B3nte                        | 2019 | Dharma                                               |                                 |
| Alone                                     | Marnik, KSHMR, Anjulie, Jeffrey Jey             | 2019 | Dharma                                               |                                 |
| Rebirth                                   | KSHMR, KUN                                      | 2020 | Dharma                                               |                                 |
| Over and Out                              | KSHMR, Hard Lights, Charlott Boss               | 2020 | Dharma                                               |                                 |
| Bruk It Down                              | KSHMR, Sak Noel, TXTHEWAY                       | 2020 | Dharma                                               |                                 |
| Voices                                    | Brooks, KSHMR, Tzar                             | 2020 | Dharma                                               |                                 |
| The Prayer                                | Timmy Trumpet, KSHMR, Zafrir                    | 2020 | SINPHONY                                             |                                 |
| Casual                                    | Dreamz, KSHMR, Nevve                            | 2020 | Dharma                                               |                                 |
| Kids                                      | KSHMR, Stefy De Cicco, MKLA                     | 2020 | Dharma                                               |                                 |
| Let Me Go                                 | Alok, KSHMR, MKLA                               | 2020 | CONTROVERSIA                                         |                                 |
| Scare Me                                  | LUM!X, KSHMR, Gabry Ponte, Karra                | 2020 | Spinnin' Records                                     |                                 |
| One More Round                            | KSHMR, Jeremy Oceans                            | 2020 | Spinnin' Records                                     |                                 |
| The World Left Behind                     | KSHMR, Karra                                    | 2021 | Dharma                                               | Harmonica Andromeda             |
| Harmonica Andromeda                       | KSHMR                                           | 2021 | Dharma                                               | Harmonica Andromeda             |
| Midnight Lion Walk                        | KSHMR                                           | 2021 | Dharma                                               | Harmonica Andromeda             |
| Blood In The Water                        | KSHMR                                           | 2021 | Dharma                                               | Harmonica Andromeda             |
| Gypsy Waltz                               | KSHMR                                           | 2021 | Dharma                                               | Harmonica Andromeda             |
| Mystical Beginning                        | KSHMR, Karra                                    | 2021 | Dharma                                               | Harmonica Andromeda             |
| Storm - Interlude                         | KSHMR                                           | 2021 | Dharma                                               | Harmonica Andromeda             |
| Song Of War                               | KSHMR                                           | 2021 | Dharma                                               | Harmonica Andromeda             |
| Peace - Interlude                         | KSHMR                                           | 2021 | Dharma                                               | Harmonica Andromeda             |
| I Will Be A Lion                          | KSHMR, Jake Reese                               | 2021 | Dharma                                               | Harmonica Andromeda             |
| Wings - Interlude                         | KSHMR                                           | 2021 | Dharma                                               | Harmonica Andromeda             |
| The Little Voice                          | KSHMR                                           | 2021 | Dharma                                               | Harmonica Andromeda             |
| Paula                                     | KSHMR                                           | 2021 | Dharma                                               | Harmonica Andromeda             |
| Around The World                          | KSHMR, NOUMENN                                  | 2021 | Dharma                                               |                                 |
| Echo                                      | Armaan Malik, Eric Nam, KSHMR                   | 2021 | Dharma                                               |                                 |
| You Don't Need To Ask                     | KSHMR, Tzar                                     | 2021 | Dharma                                               |                                 |
| Ready To Love                             | KSHMR                                           | 2021 | Dharma                                               |                                 |
| Winners Anthem                            | KSHMR, Zafir                                    | 2021 | Dharma                                               |                                 |
| Reunion                                   | Dimitri Vegas & Like Mike, KSHMR, Alok          | 2021 | CONSTROVERSIA / Smash The House                      | ALL WE HAVE IS N:OW EP (d'Alok) |
| Over You                                  | KSHMR, Lovespeake                               | 2021 | Dharma                                               |                                 |
| Close Your Eyes                           | KSHMR, Tungevaag                                | 2021 | Dharma                                               |                                 |
| Lion Heart                                | KSHMR, DIVINE, LIT killah, Jeremy Oceans, Karra | 2022 | Dharma                                               |                                 |
| Ininna Tora                               | Timmy Trumpet, KSHMR, Mildenhaus                | 2022 | Dharma                                               |                                 |
| It Isn't Me                               | 22Bullets, TIA RAY, KSHMR                       | 2022 | Dharma                                               |                                 |
| Bed                                       | Henri PFR, ROZES, KSHMR                         | 2022 | Dharma                                               |                                 |
| Maria Maria                               | KSHMR, Azteck                                   | 2022 | Dharma                                               |                                 |
| Anywhere's Home                           | KSHMR                                           | 2022 | Dharma                                               |                                 |
| The Devil You Know                        | KSHMR, Micky Blue                               | 2022 | Dharma                                               |                                 |

*La cançó va ser registrada a Dharma Worldwide l'any 2017, any de la seva creació.
** "The Spook" es va publicar l'any 2015 a Spinnin' Records com a descàrrega gratuïta però l'any 2019 es va publicar a totes les plataformes digitals signant-se sota el segell Dharma Worldwide.

| TÍTOL                 | ARTISTES             | ANY  | DISCOGRÀFICA     |
| --------------------- | -------------------- | ---- | ---------------- |
| Casual                | Dreamz, KSHMR, Nevve | 2020 | Dharma Worldwide |
| Anywhere You Wanna Go | Dreamz, Karra        | 2020 | Dharma Worldwide |

| NOM                   | ANY  | CATEGORIA |
| --------------------- | ---- | --------- |
| Paradesi              | 2015 | EP        |
| Lion Across The Field | 2016 | Àlbum     |
| Materia               | 2017 | EP        |

| TÍTOL                | ARTISTES                                   | ANY  | ÀLBUM | COMPOSITORS |
| -------------------- | ------------------------------------------ | ---- | --- | --- |
| Enforcer             | 50 Cent                                    | 2011 | | Curtis Jackson, Niles Hollowell-Dhar |
| Sweat                | Snoop Dogg                                 | 2011 | Calvin Brodaus, Giorgio Tuinfort, C. Ware, C. Williams, D. Richardson, David Guetta, David Singer-Vine, Derek A Jenkins, Frederic Riesterer, Niles Hollowell-Dhar | |
| I Just Wanna F       | David Guetta, Afrojack                     | 2012 | Nothing but the Beat (de David Guetta) | Amy Kaup, David Guetta, David Singer-Vine, Jacob Luttrell, Jessica Sarangay, Nick van de Wall, Niles Hollowell-Dhar                                       |
| Naked                | DEV, Enrique Iglesias                      | 2012 | The Night The Sun Came Up (de DEV) | David Singer-Vine, Devin Tailes, Enrique Iglesias, Niles Hollowell-Dhar                                                                                   |
| Built For This       | Becky G                                    | 2013 | Play It Again (de Becky G) | Henry Walter, Lukasz Gottwald, Niles Hollowell-Dhar, Rebecca Marie Gomez                                                                                  |
| Can't Get Enough     | Becky G, Pitbull                           | 2013 | Play It Again (de Becky G) | Henry Walter, Max Martin, Armando C. Perez, Gregor Van Offeren, Lukasz Gottwald, Niles Hollowell-Dhar, Rebecca Marie Gomez, Tzvetin Todorov, Urales Vegas |
| Play It Again        | Becky G                                    | 2013 | Play It Again (de Becky G) | Henry Walter, Max Martin, Joshua Coleman, Lukasz Gottwald, Niles Hollowell-Dhar, Rebecca Marie Gomez                                                      |
| Excuse My Rude       | Jessie J, Becky G                          | 2013 | Alive (de Jessie J) | Ammar Malik, Henry Walter, Jessica Cornish, Lukasz Gottwald, Niles Hollowell-Dhar, Rebecca Marie Gomez                                                    |
| I'm A Freak          | Enrique Iglesias, Pitbull                  | 2013 | SEX AND LOVE (d'Enrique Iglesias) | Marty James Garton Jr., Armando C. Perez, Enrique Iglesias, Niles Hollowell-Dhar                                                                          |
| Other Side Of Love   | Sean Paul                                  | 2013 | Full Frequency (de Sean Paul) | Benny Blanco, Niles Hollowell-Dhar, Sean Paul |
| Ring Of Fire         | Krewella                                   | 2013 | Get Wet (de Krewella) | Ethan Davis, Graham A Muron, Jahan Yousaf, Jeff Halvacs, Kris Trindl, Megan Kabir, Niles Hollowell-Dhar, Yasmine Yousaf                                   |
| Tsunami              | DVBBS, Borgeous                            | 2013 | | Alexandre Van de Hoef, Christopher Van de Hoef, John Borger Jr, Niles Hollowell-Dhar                                                                      |
| With The Lights On   | Jason Derulo                               | 2013 | Tattoos (de Jason Derulo) | Marty James, Andre Division, Andrew Harr, Jason Desrouleaux, Jermaine Jackson, Niles Hollowell-Dhar, Sean Davidson                                        |
| All That             | Dillon Francis                             | 2014 | Money Sucks, Friends Rule (de Dillon Francis) | Carl Mitchell Terrel, Dillon Hart Francis, Jovan Clayton, Leroy Barnes, Niles Hollowell-Dhar, Petro Anastos-Prastacos, Warren Ben Baker                   |
| Beast                | Borgeous, Thomas Gold                      | 2014 | | John Borger Jr, Frank Thomas Knebel-Janssen, Niles Hollowell-Dhar                                                                                         |
| Celebration          | Borgeous                                   | 2014 | John Borger Jr, Niles Hollowell-Dhar | |
| Invincible           | Borgeous                                   | 2014 | Lindy Robbins, John Borger Jr, Julia Cavazos, Niles Hollowell-Dhar                                                                                                | |
| Oye 2014             | Pibtull, Santana                           | 2014 | Corazón (de Santana) | Armando Christian Perez, Ernest Tito Puente, Niles Hollowell-Dhar                                                                                         |
| Stampede             | Dimitri Vegas & Like Mike, DVBBS, Borgeous | 2014 | | Alexandre Van de Hoef, Christopher Van de Hoef, John Borger Jr, Niles Hollowell-Dhar, Dimitri Thivaios, Michael Thivaios                                  |
| Wildfire             | Borgeous                                   | 2014 | John Borger Jr, Niles Hollowell-Dhar | |
| Slow Down            | Selena Gomez                               | 2014 | Stars Dance (de Selena Gomez) | Lindy Robbins, David Kuncio, Freddy Wexler, Julia Michaels, Niles Hollowell-Dhar                                                                          |
| Undercover           | Selena Gomez                               | 2014 | Stars Dance (de Selena Gomez) | Liindy Robbins, Julia Michaels, Niles Hollowell-Dhar |
| Still Your King      | Enrique Iglesias, The Cataracs             | 2014 | SEX AND LOVE (d'Enrique Iglesias) | Marty James Garton, Enrique Iglesias, John Borger Jr, Niles Hollowell-Dhar                                                                                |
| Only A Woman         | Enrique Iglesias                           | 2015 | SEX AND LOVE (d'Enrique Iglesias) | Tom Douglas, Enrique Iglesias, Hillary Lindsey, James Slater, Marty James, Niles Hollowell-Dhar                                                           |
| Heart Attack         | Enrique Iglesias                           | 2015 | SEX AND LOVE (d'Enrique Iglesias) | Marty James Garton, Enrique Iglesias, Niles Hollowell-Dhar                                                                                                |
| You And I            | Enrique Iglesias                           | 2015 | SEX AND LOVE (d'Enrique Iglesias) | Marty James Garton, Enrique Iglesias, Niles Hollowell-Dhar                                                                                                |
| Let Me Be Your Lover | Enrique Iglesias, Pitbull                  | 2015 | SEX AND LOVE (d'Enrique Iglesias) | Armando Christian Perez, Enrique Iglesias, Marty James Garton, Niles Hollowell-Dhar                                                                       |
| They Don't Know Us   | Borgeous                                   | 2015 | | A. Cedar, John Borger Jr, Niles Hollowell-Dhar, J. Michaels, L. Robbins                                                                                   |
| Body Down            | Morten                                     | 2016 | Matt Schwarts, Niles Hollowell-Dhar | |
| Tennessee            | Kiiara                                     |      | David Singer-Vine, Kiiara Saulters, Niles Hollowell-Dhar | |
| Trouble              | 7 Skies, Micky Blue, Tiësto                | 2019 | C.L. Gallagher, D. Bolodini, J. Van der Voort, Niles Hollowell-Dhar                                                                                               | |
| Maldad               | Steve Aoki, Maluma                         | 2020 | Neon Future IV (de Steve Aoki) | Giencarlos Rivera Tapia, Jonathan Rivera Tapia, Juan Luis Londoño Arias, Niles Hollowell-Dhar, Steve Aoki                                                 |
| No Evil              | Karra                                      | 2020 | | Karra J. Madden, Niles Hollowell-Dhar, R. Stefanick |